# Supercopa do Brasil de Futsal de 2021
A Supercopa do Brasil de Futsal de 2021 foi a sexta edição do torneio nacional que reúne os campeões da Liga Nacional de Futsal, da Taça Brasil de Futsal, e da Copa do Brasil de Futsal. O campeão da competição garantiu vaga na CONMEBOL Libertadores de Futsal de 2021.
A competição ocorreu entre os dias 25 e 28 de fevereiro de 2021, na Arena Sorocaba, na cidade de Sorocaba, São Paulo.
O Magnus sagrou-se campeão após derrotar a equipe do Minas por 5-1.

## Equipes classificadas
| Estado       | Equipe        | Classificação                               |
| ------------ | ------------- | ------------------------------------------- |
| São Paulo    | Magnus        | Campeão da LNF 2020                         |
| Minas Gerais | Minas         | Campeão da Taça Brasil de Futsal de 2020    |
| Paraná       | Dois Vizinhos | Campeão da Copa do Brasil de Futsal de 2020 |

## Resultados

### Final
| 28 de fevereiro de 2021 | Magnus                                            | 5 – 1     | Minas  | Arena Sorocaba, Sorocaba |
|                         | Charuto · Rodrigo · Lucas Gomes · Alisson · Kevin | Relatório | Renato |                          |

### Campeão
| Supercopa do Brasil de Futsal 2021 |
| São Paulo                          |
| ---------------------------------- |
| Magnus Campeão (2º título)         |